# Allium stipitatum
Espèce
Synonymes
- Allium atropurpureum var. hirtulum Regel[1]
- Allium hirtifolium Boiss.[1]

Allium stipitatum est une espèce de plante vivace de la famille des Amaryllidaceae.

## Liste des non-classés
Selon BioLib (24 février 2023) :

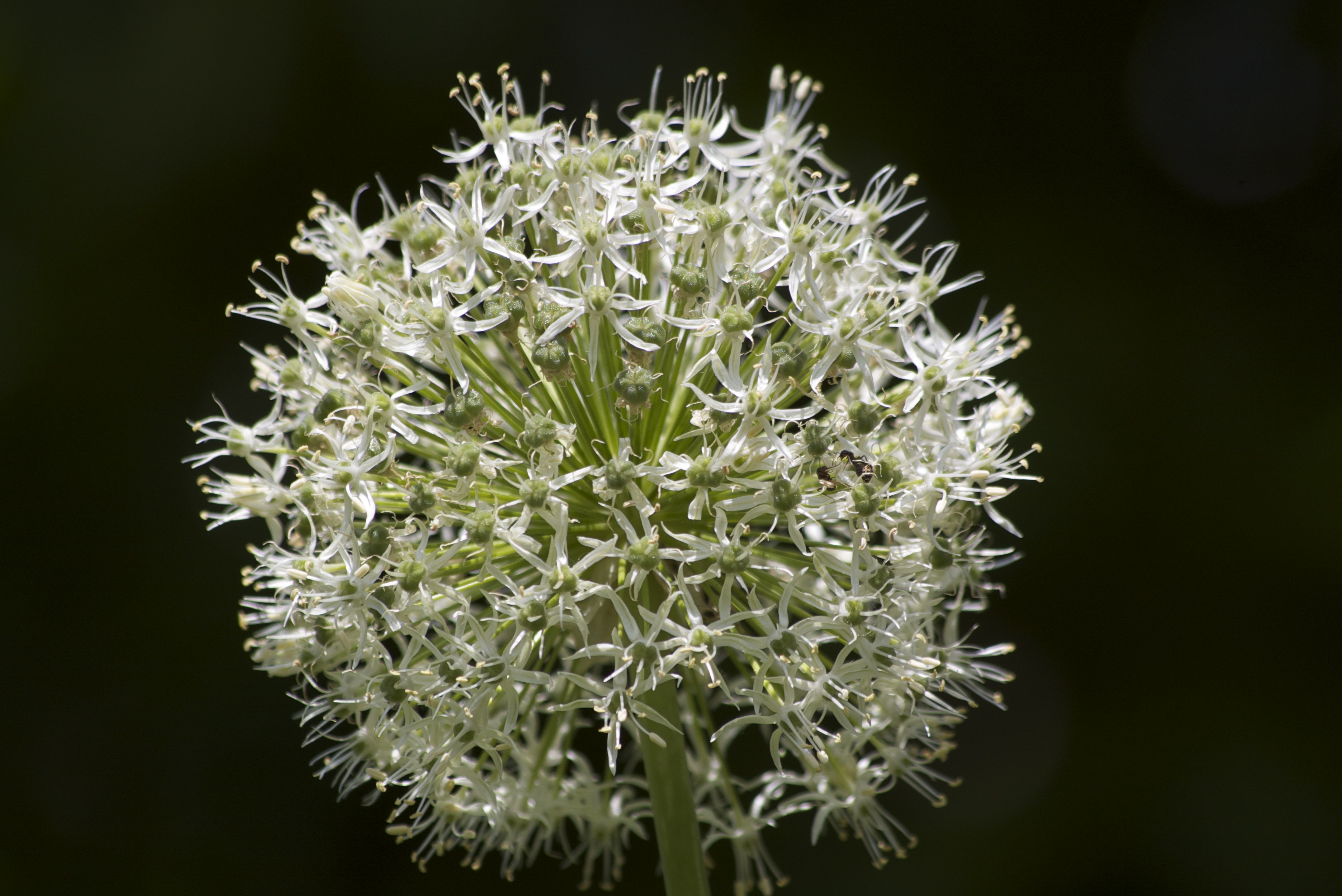
Allium stipitatum 'Mount Everest'.

- non-classé Allium stipitatum 'Mount Everest'